# Stenoglottis
Stenoglottis é um género botânico pertencente à família das orquídeas (Orchidaceae).

## Espécies
1. Stenoglottis fimbriata Lindl., Companion Bot. Mag. 2: 210 (1836).
2. Stenoglottis longifolia Hook.f., Bot. Mag. 117: t. 7186 (1891).
3. Stenoglottis woodii Schltr., Ann. Transvaal Mus. 10: 242 (1924).
4. Stenoglottis zambesiaca Rolfe in D.Oliver & auct. suc. (eds.), Fl. Trop. Afr. 7: 190 (1897).